# Mankinholes
Mankinholes – osada w Anglii, w hrabstwie ceremonialnym West Yorkshire, w dystrykcie metropolitalnym Calderdale. Leży 36 km na zachód od miasta Leeds i 278 km na północny zachód od Londynu.